# Cielnica
Cielnica (niem. Tellnitz) – lewobrzeżny dopływ Nysy Kłodzkiej.
Cielnica płynie przez wschodnią część Przedgórza Sudeckiego - Wysoczyznę Nyską, która stanowi południowo-wschodni fragment Wzgórz Niemczańsko-Strzelińskich.

## Powodzie
- 1997 – Powódź tysiąclecia – zalane zostało kilka domostw w miejscowości Siedlec i Radzikowice
- 2007 – W wyniku intensywnych opadów podtopione i zalane zostały miejscowości położone nad rzeką, m.in. Siedlec, Grądy oraz Radzikowice (ok. 70% domostw)

## Ważniejsze miejscowości od źródeł
- Siedlec, Grądy, Radzikowice, Brzeziny, Prusinowice.